# Microstylum pulchrum
Microstylum pulchrum là một loài ruồi trong họ Asilidae. Microstylum pulchrum được Bromley miêu tả năm 1927.